# Cincinnatia
Cincinnatia is een geslacht van weekdieren uit de klasse van de Gastropoda (slakken).

## Soorten
- Cincinnatia integra (Say, 1821)
- Cincinnatia winkleyi (Pilsbry, 1912)